# Ischnothyreus lymphaseus
Ischnothyreus lymphaseus là một loài nhện trong họ Oonopidae.
Loài này thuộc chi Ischnothyreus. Ischnothyreus lymphaseus được Eugène Simon miêu tả năm 1893.